# Aerospike

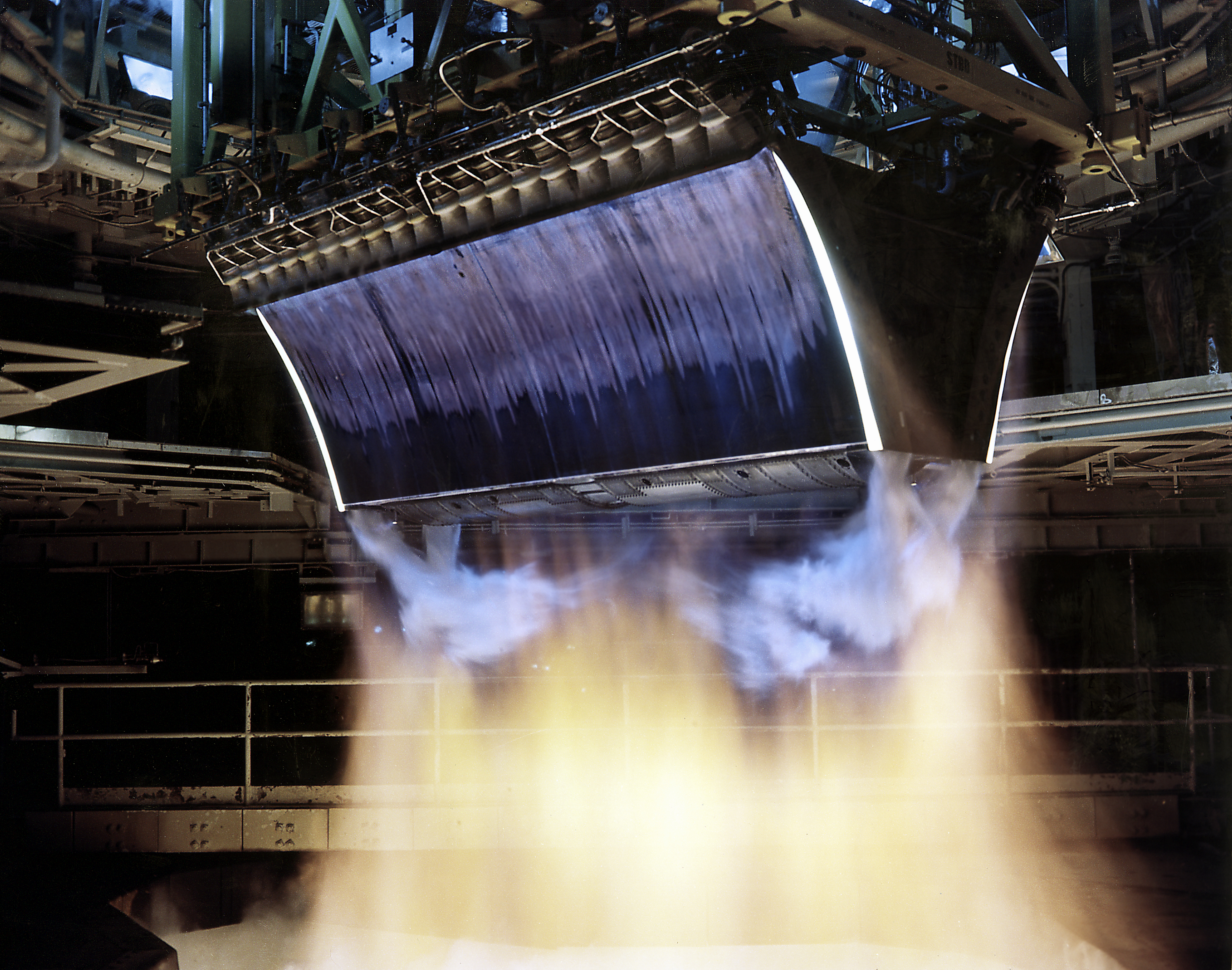
Liniowy silnik aerospike XRS-2200 dla testów programu X-33

Aerospike – typ silnika rakietowego, zwany także silnikiem powietrznostożkowym. Cechuje się zachowaniem wydajności w szerokim zakresie wysokości. Wykorzystuje on specjalne zakończenie dyszy w kształcie stożka, która kompensuje spadek mocy silnika przy zmianie wysokości.

## Zasada działania
Typowy silnik rakietowy używa specjalnej osłony na dyszy, by odseparować strumień gazów od otaczającego powietrza, maksymalizując przy tym ich przyśpieszenie – a więc i ciąg silnika. Projekt tej osłony zależy jednak bardzo od wysokości, na której ma pracować silnik – na różnych wysokościach panuje różne ciśnienie powietrza. Silniki aerospike obchodzą ten problem przepuszczając strumień gazów wylotowych po krawędzi stożka aerospike, zamiast wyrzucać je przez mały otwór na środku dyszy (jak to ma miejsce w typowych silnikach rakietowych). Stożek aerospike służy w tym momencie jako jedna ze stron wirtualnej osłony, podczas gdy drugą tworzy samo powietrze przepływające wokół poruszającego się pojazdu. Przy zmianie wysokości zmienia się też ciśnienie powietrza, a więc i parametry wirtualnej osłony – silnik automatycznie dostosowuje się do wysokości. Wydajność takiego rozwiązania osiąga 90% wydajności tradycyjnego silnika rakietowego na wysokości, dla której ten drugi był zaprojektowany. Na wszystkich innych wysokościach, silnik aerospike wielokrotnie przewyższa parametrami silnik tradycyjny.